# Julia Slingo

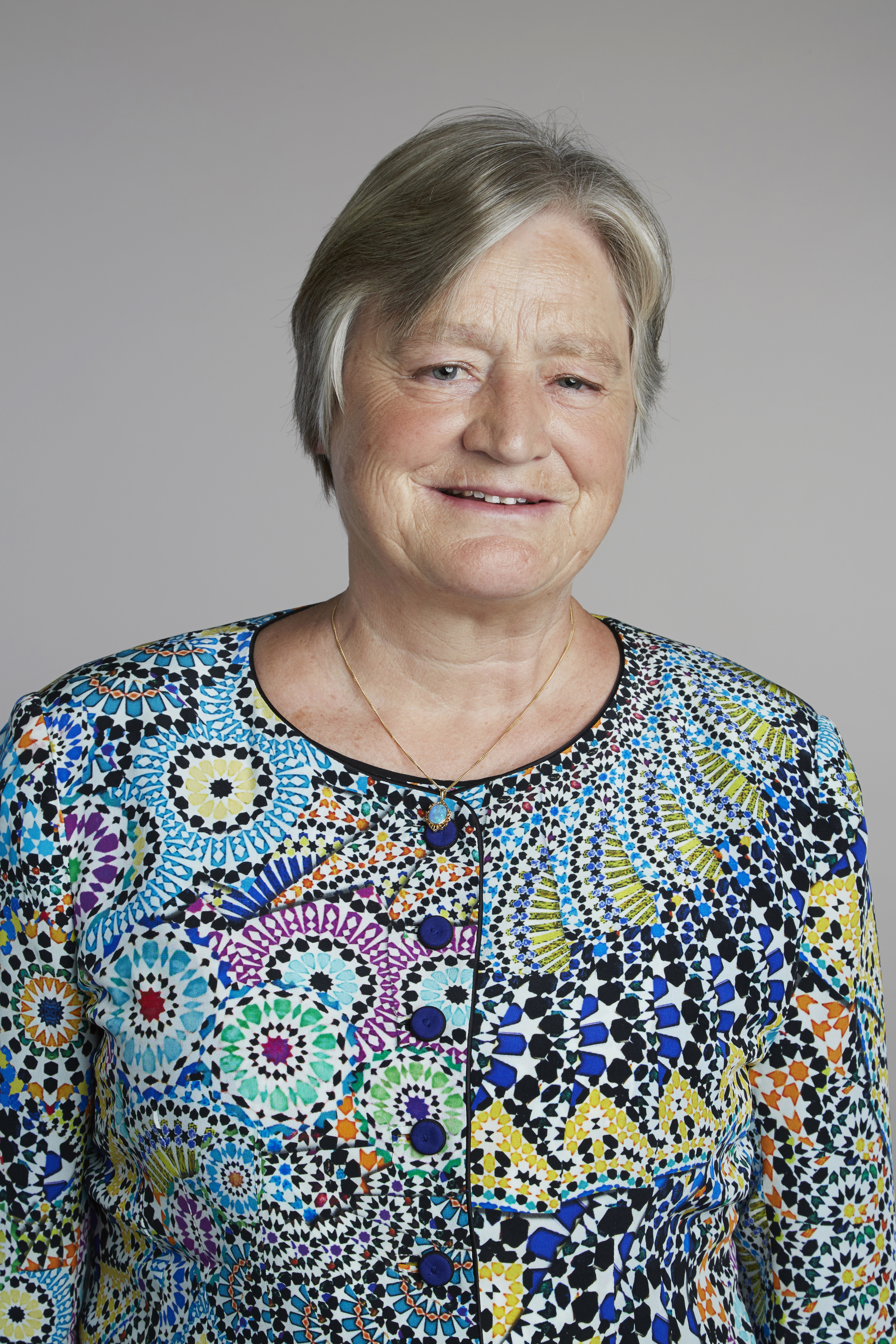
Julia Slingo (2015)

Dame Julia Mary Slingo DBE (* 13. Dezember 1950 in Kenilworth, Warwickshire, England) ist eine britische Meteorologin und Klimawissenschaftlerin.

## Leben
Am 13. Dezember 1950 wurde Julia Mary Walker als Tochter von Herbert Walker und Lucy Mary Walker in Kenilworth geboren. Sie besuchte die King's High School for Girls in Warwick und studierte Physik an der University of Bristol. Das Studium schloss sie im Jahr 1973 mit dem Bachelor of Science ab. Im Jahr 1978 heiratete sie den Umweltwissenschaftler Anthony Slingo.
Nach dem Abschluss ihres Studiums arbeitete sie am Met Office, dem britischen meteorologischen Dienst, in der Abteilung für dynamische Meteorologie. Sie forschte im Bereich Wolken und deren Wechselwirkungen mit der übrigen Atmosphäre und war Vorreiterin bei der Darstellung von Wolken in Wettervorhersagen und Klimamodellen. Im Jahr 1985 ging sie an das Europäische Zentrum für mittelfristige Wettervorhersage (EZMWF) in Reading und 1986 an das National Center for Atmospheric Research (NCAR) in den Vereinigten Staaten. Noch während ihrer Zeit in den Vereinigten Staaten erwarb sie im Jahr 1989 von der University of Bristol ihren Doctor of Philosophy. Slingo kehrte 1990 ins Vereinigte Königreich zurück.
Slingo war lange an der Universität Reading tätig, wo sie das National Centre for Atmospheric Science leitete und im Jahr 2006 das Walker-Institut für Klimasystemforschung gründete, das sich fächerübergreifend mit den Herausforderungen und Auswirkungen des Klimawandels befasst.
Von 2009 bis zum Eintritt in den Ruhestand im Jahr 2016 war sie als leitende Wissenschaftlerin des Met Office tätig und leitete dort eine Gruppe von mehr als 500 Wissenschaftlerinnen und Wissenschaftlern, die sich mit Wetter- und Klimavorhersagen sowie Projektionen zum Klimawandel befassten. Sie war die erste Professorin für Meteorologie im Vereinigten Königreich.

## Wirken
Slingos Arbeit befasste sich insbesondere mit der tropischen Wetter- und Klimavariabilität, ihrem Einfluss auf das Klimasystem der Erde und ihrer Rolle bei der Klimavorhersage im Rahmen von Monaten bis Jahrzehnten. Sie hat damit wichtige Beiträge zum Verständnis des Klimasystems geleistet und Wetter- und Klimamodelle zur Vorhersage seiner Fortentwicklung entwickelt und genutzt. Der Schwerpunkt ihrer Forschung war der Bereich der tropischen Klimavariabilität und Cumuluskonvektion, sowie deren Einfluss auf das globale Klima und ihre Rolle bei saisonalen und dekadischen Klimavorhersagen. Unter ihrer Führung entstanden neue, hochauflösende Klimamodelle. Ein besonderer Schwerpunkt waren die Monsune in Indien und China. Für Aufmerksamkeit sorgte Slingo, indem sie die Überschwemmungen in England 2013–2014 unmittelbar auf den vom Menschen verursachten Klimawandel zurückführte.
Slingo gilt als eine der einflussreichsten Frauen in der öffentlichen Debatte um Auswege aus der Klimakrise. So weist sie eindringlich auf die Rolle des CO2-Budgets hin, das nicht überschritten werden darf, um die 1,5- und Zwei-Grad-Ziele des Pariser Übereinkommens noch einhalten zu können. Ein Anliegen ist Slingo auch die Verbesserung der Vermittlung wissenschaftlicher Erkenntnisse; so sorgte sie mit dem Aufruf nach einer Nutzung vielfältigerer Kommunikationskanäle zur Vermittlung der Klimakrise an die breite Öffentlichkeit für Aufmerksamkeit. Sie sagte: „Und dies geschieht nicht mithilfe von Tabellen und Diagrammen. Manchmal geschieht dies durch Kunst, durch Musik, durch Poesie und das Erzählen von Geschichten, und darüber müssen wir uns zunehmend Gedanken machen – wie wir auf humanistischere Weise kommunizieren.“
Slingo war am Stern-Report beteiligt.

## Ehrungen
- 2008 wurde sie als Officer des Order of the British Empire (OBE) ausgezeichnet.[3]
- 2014 wurde sie für ihre Arbeit im Bereich Wetter- und Klimawissenschaft als Dame Commander des Order of the British Empire (DBE) geadelt.[3] Sie führt seither das Prädikat „Dame“.
- Den Buchan Prize of the Royal Meteorological Society, benannt nach Alexander Buchan, erhielt sie im Jahr 1998.[3]
- Ihr wurden mehrere Ehrendoktorwürden verliehen, so von der University of Bristol im Jahr 2010 und der University of Reading im Jahr 2011.[3]
- Sie gehört seit 2014 zu den 100 führenden britischen Wissenschaftlern des Science Councils.[3]
- Als Fellow wurde sie 2015 in die Royal Society aufgenommen und erhielt im selben Jahr den International Meteorological Organization Prize der World Meteorological Organization.[3]
- Die US-amerikanische National Academy of Engineering (NAE) ehrte Slingo im Jahr 2016 durch die Wahl zum Foreign Member.[8]
- Sie war die erste weibliche Professorin für Meteorologie in Großbritannien und die erste Präsidentin der Royal Meteorological Society.[3]
- Für 2020 wurde Slingo die Carl-Gustaf Rossby Research Medal der American Meteorological Society zugesprochen.

## Veröffentlichungen (Auswahl)
- Jianhua Ju, Julia Slingo: The Asian summer monsoon and ENSO. In: Quarterly Journal of the Royal Meteorological Society. Band 121, Nr. 525, 1995, S. 1133–1168, doi:10.1002/qj.49712152509 (englisch).
- Gui-Ying Yang, Julia Slingo: The diurnal cycle in the tropics. In: Monthly Weather Review. Band 129, Nr. 4, 2001, S. 1983–1989, doi:10.1175/1520-0493(2001)129<0784:TDCITT>2.0.CO;2 (englisch).
- Julia Slingo, Andrew J. Challinor, Brian J. Hoskins, Timothy R. Wheeler: Introduction: food crops in a changing climate. In: Philosophical Transactions of the Royal Society of London B: Biological Sciences. Band 360, Nr. 1463, 2005, S. 1983–1989, doi:10.1098/rstb.2005.1755 (englisch).
- Julia Slingo, Tim Palmer: Uncertainty in Weather and Climate Prediction. In: Philosophical Transactions of the Royal Society A. 13. Dezember 2011, doi:10.1098/rsta.2011.0161 (laut dem Wissenschaftsphilosophen Eric Winsberg eine wunderbare Darstellung der Rolle von Unsicherheit[9]).